# Горња Мравица
Горња Мравица је насељено мјесто у општини Прњавор, Република Српска, БиХ. Према попису становништва из 1991. у насељу је живјело 782 становника.

## Историја
Ово место се раније називало Мравица српска. Према попису становништва из 1879. у овом месту је живело 520 становника грко-источне (православне) вероисповести. По попису становништва из 1910. године у њему је живело 794 становника од којих су: 698 били српске православне вероисповест, 29 римокатоличке вероисповести и 67 грко-католичке вероисповести, а према попису становништва из 1921. год. у њему је живело: 751 Србин, 97 Русина и 32 Пољака.

## Становништво
| Националност       | 1991. | 1981. | 1971. | 1961. |
| Срби               | 748   | 816   | 956   | 1.017 |
| Хрвати             | 5     | 13    | 6     | 8     |
| Југословени        | 5     | 8     | 4     |       |
| Словенци           |       |       |       | 5     |
| остали и непознато | 23    | 32    | 35    | 63    |
| Укупно             | 781   | 869   | 1.001 | 1.093 |

| Демографија | Демографија | Демографија |
| Година      | Становника  | Становника  |
| ----------- | ----------- | ----------- |
| 1961.       | 1.093       |             |
| 1971.       | 1.001       |             |
| 1981.       | 869         |             |
| 1991.       | 781         |             |